# Geonoma chlamydostachys
Geonoma chlamydostachys là loài thực vật có hoa thuộc họ Arecaceae. Loài này được Galeano-Garcés mô tả khoa học đầu tiên năm 1986.